# Angelina Mel'nikova
Angelina Romanovna Mel'nikova (in russo Ангели́на Рома́новна Ме́льникова?; Voronež, 18 luglio 2000) è una ginnasta russa, campionessa olimpica con la squadra alle Olimpiadi di Tokyo 2020 e campionessa mondiale all-around nel 2021.
Ha vinto un argento con la squadra alle Olimpiadi di Rio 2016 e due bronzi a Tokyo 2020, oltre a sette medaglie ai Campionati del mondo.

## Carriera junior: 2013-2014
La Mel'nikova compete ai Russian Hopes nel 2013, vincendo l'oro con la squadra e la medaglia d'argento nel concorso individuale, al volteggio e alle parallele.
Viene aggiunta alla squadra nazionale nel 2014 e compete in Canada agli International Gymnix. Vince un altro oro con la squadra, la medaglia d'argento nel concorso individuale e alle parallele, la medaglia di bronzo al corpo libero. Dimostra di essere molto promettente ai nazionali russi, vincendo l'oro con la squadra, nel concorso individuale, alla trave e al corpo libero; si classifica settima alle parallele.
Nel mese di maggio compete ai suoi primi Campionati Europei, vincendo il titolo con la squadra, nel concorso individuale e alla trave; si classifica sesta al volteggio. A novembre vince l'oro nel concorso individuale, al volteggio e alle parallele ai Top Gym di Charleroi, Belgio.

### 2015
Ai campionati nazionali russi junior in aprile, vince l'oro con la squadra, ma a causa di una caduta alle parallele nella finale individuale finisce al secondo posto. Vince l'oro alla trave e l'argento al corpo libero.
Nel mese di maggio, gareggia ad un incontro amichevole con Italia, Romania e Colombia, dove vince l'oro con la squadra e l'argento nel concorso individuale.

## Carriera senior: 2016-presente

### 2016
La Mel'nikova fa il suo debutto in campo internazionale come senior alla Coppa del mondo di Stoccarda a marzo, vincendo l'oro con la squadra. Nel mese di aprile, diventa campionessa nazionale. Vince anche l'oro con la squadra, alla trave e al corpo libero e si classifica quinta alle parallele. Nel mese di giugno, compete ai Campionati europei, dove vince l'oro con la squadra. Si qualifica sia per la finale alle parallele che alla trave, ma alle parallele viene sostituita dalla compagna di squadra Dar'ja Spiridonova. Alla trave si classifica quinta. Nel mese di luglio, compete alla Russian Cup, vincendo l'oro con la squadra, nel concorso individuale e alla trave, l'argento alle parallele e il bronzo al corpo libero. Viene scelta per fare parte della squadra olimpica.
Alle Olimpiadi, la Russia compete nella seconda suddivisione in qualifica, iniziando dalla trave. La Mel'nikova non riesce a qualificarsi per la finale individuale, superata dalle connazionali Alija Mustafina e Seda Tutchaljan. Migliora i suoi esercizi in finale, vincendo l'argento con la squadra.
Dopo le Olimpiadi, la Mel'nikova vince il Gander Memorial a Chiasso, Svizzera, il 2 novembre 2016. Nonostante una caduta alla trave, vince infatti l'oro con un punteggio totale (su tre attrezzi) di 42.800, con i più alti punteggi della serata al volteggio (14.900) e alle parallele (14.750).

### 2017
Nel mese di febbraio compete ai campionati nazionali dove vince la medaglia d'argento con la squadra, di bronzo al volteggio e alla trave; si classifica ottava al corpo libero e undicesima nel concorso generale.
Nel mese di marzo, gareggia alla Coppa del Mondo di Stoccarda, vincendo l'argento nel concorso individuale. Nel mese di aprile, compete al Trofeo Città di Jesolo in Italia, vincendo il bronzo con la squadra, al volteggio e al corpo libero. Compete poi alla Coppa del Mondo di Londra, classificandosi quinta. Partecipa poi ai campionati europei di Cluj-Napoca, dove vince la medaglia d'oro al corpo libero e si classifica ottava nella finale al volteggio. Nel mese di agosto, gareggia alla Russian Cup, dove vince l'oro nel concorso individuale e alla trave ed il bronzo con la squadra e al volteggio.
Nel mese di ottobre, gareggia ai Campionati del Mondo di Montreal, Canada. Commette alcuni errori al corpo libero che le impediscono di qualificarsi per la finale di specialità. Si qualifica tuttavia per la finale del concorso generale. In finale commette altri errori al corpo libero e conclude la gara al sedicesimo posto. Nel mese di novembre, compete al Mexico Open, vincendo l'oro al volteggio e alle parallele, l'argento nel concorso individuale e al corpo libero. Conclude l'anno agonistico partecipando alla Voronin Cup, dove vince l'oro con la squadra e nel concorso individuale e l'argento al volteggio e alle parallele.

### 2018
La Mel'nikova inizia la stagione agonistica alla Coppa del Mondo di Stoccarda nel mese di Marzo. In tale occasione, mostra di aver alzato il livello di difficoltà del suo esercizio al corpo libero. Tuttavia, a causa di alcuni errori alle parallele e di una caduta alla trave si classifica quarta. Gareggia meglio alla successiva Coppa del Mondo di Birmingham, dove esegue quattro buoni esercizi e vince il titolo nel concorso generale.
Ad agosto partecipa ai Campionati europei di Glasgow, dove vince l'oro con la squadra. Si qualifica per le finali al volteggio e al corpo libero ma non riesce a salire sul podio.
Viene successivamente convocata per prendere parte ai Campionati del mondo di Doha.
Contribuisce a far vincere alla Russia l'argento nella finale a squadre, e si qualifica per la finale all around e per la finale al corpo libero. Durante la prima, a causa di alcuni errori, si piazza al quinto posto, mentre nella seconda, per pochi centesimi, viene relegata al quarto posto, non riuscendo a trattenere le lacrime.

### 2019
Ai Campionati europei di Stettino, si qualifica per 4 finali. Nell'all around vince la medaglia di bronzo dietro a Mélanie de Jesus dos Santos e Elissa Downie. Al volteggio non riesce a salire sul podio, alle parallele vince la medaglia d'argento e al corpo libero il bronzo.
Partecipa quindi agli European Games a Minsk, dove vince l'oro nel concorso individuale. Successivamente viene convocata per i campionati del mondo di Stoccarda, dove contribuisce all'argento della squadra in finale. Ottiene inoltre la sua prima medaglia mondiale, vincendo il bronzo nell'all around dietro a Simone Biles e Tang Xijing. Pochi giorni dopo, vince un altro bronzo al corpo libero, dietro a Simone Biles e Sunisa Lee.

### 2021
Ad aprile partecipa ai Campionati europei di Basilea, dove si qualifica per quattro finali (all-around, volteggio, parallele e corpo libero).
Nella finale all around cade alle parallele ma riesce comunque a vincere la medaglia d'argento, al volteggio vince il bronzo, alle parallele l'oro e al corpo libero un altro argento.
A giugno viene scelta per rappresentare la Russia ai Giochi Olimpici, insieme a Lilija Achaimova, Viktorija Listunova e Vladislava Urazova.
Il 25 luglio prende parte alle Qualifiche, tramite le quali il Comitato Olimpico Russo (ROC) accede alla finale a squadre al primo posto, mentre individualmente si qualifica al quarto posto per la finale all-around, al quarto per la finale alle parallele, al settimo al corpo libero e all'ottavo al volteggio.
Il 27 luglio il ROC vince la medaglia d'oro nella finale a squadre, interrompendo il dominio degli Stati Uniti, che erano imbattuti dal 2010.
Il 29 luglio partecipa alla finale all-around vincendo la medaglia di bronzo.
Il 1º agosto prende parte alla finale al volteggio (dove arriva quinta) e alle parallele, dove cade e termina all'ottavo posto.
Il 2 agosto partecipa alla finale al corpo libero, dove vince la medaglia di bronzo a pari merito con Mai Murakami.
Il 19 ottobre gareggia nelle Qualificazioni ai Campionati del mondo di Kytakiushu, dove si qualifica per tutte le finali. Accede alla finale all-around con il primo punteggio, alla finale al volteggio con il quarto, alla finale alle parallele con il quarto, alla finale alla trave con il secondo e alla finale al corpo libero con il secondo. Il 21 ottobre vince la medaglia d'oro nella finale all-around interrompendo il dominio delle statunitensi, che avevano vinto ogni mondiale dal 2011.